# FIBA EuroCup Challenge
La FIBA EuroCup Challenge è stata una competizione europea per club di pallacanestro maschile. Nella sua stagione inaugurale (2002-2003) fu la prima coppa FIBA (e terza in totale per importanza dopo Eurolega ed EuroCup), salvo diventare, già dalla stagione successiva, la seconda per prestigio tra le coppe FIBA.
Nata nel 2002, si è giocata fino al 2007. È stata chiamata anche FIBA Europe Champions Cup e FIBA Europe Cup.

## Storia
Dopo la riorganizzazione delle coppe, seguita all'entrata della ULEB che aveva preso il controllo dell'Eurolega e al confluire della Coppa Saporta e della Coppa Korać nella neonata ULEB Cup, è stata la prima competizione organizzata dalla FIBA Europe. L'edizione iniziale si disputò nel 2002-03 con il nome di FIBA Europe Champions Cup. Vi parteciparono inizialmente 64 squadre, 18 nella West Conference (girone occidentale), 23 nel North Conference (settentrionale) e 23 nel South Conference (meridionale). Le 23 finaliste furono divise ulteriormente in sei gruppi, da cui vennero fuori le otto partecipanti ai quarti. Le ultime quattro diedero vita alla Final Four, disputata a Salonicco. Vinse l'Aris Salonicco.
Nel 2003-04 la neobattezzata FIBA Europe Cup con la creazione della FIBA Europe League (futura EuroChallenge) diventò la seconda competizione FIBA, il numero di Conferences aumentò, aggiungendo quella centrale. Le squadre vennero però ridotte a 41. Dopo la prima fase, le quattro vincenti delle zone europee vennero ammesse alla Final Four disputata a Smirne. La vincente fu il Mitteldeutscher BC. La stagione seguente la Conference West contava su 4 squadre, la North su 11, la Central su 8 e la South su 9, per un totale di 32 squadre. In tre turni eliminatori furono selezionate le quattro squadre per le finali, disputate a Ploiești. Vinse il CSU Asesoft.
Nel 2005-06 viene finalmente stabilito il nome definitivo: EuroCup Challenge. Si rivoluziona anche la formula: le 24 squadre vengono divise in otto gironi. Le migliori due vengono ammesse agli ottavi, che disputano ad eliminazione diretta. Allo stesso modo si giocano quarti, semifinali e finali. Vince l'Ural Great Perm'. Nell'ultima edizione, le squadre si sono ridotte a 16, divise in quattro gironi. Ad eliminazione diretta si sono disputati i quarti, le semifinali e la finale, vinta dal CSK-VVS Samara.

## Albo d'oro
| Anno                                              | Città (fase finale) |                    | Finale 1º/2º posto | Finale 1º/2º posto | Finale 1º/2º posto |             | Finale 3º/4º posto            | Finale 3º/4º posto | Finale 3º/4º posto     |
| Anno                                              | Città (fase finale) | Vincitore          | Punteggio          | Secondo posto      | Terzo posto        | Punteggio   | Quarto posto                  |                    |                        |
| ------------------------------------------------- | ------------------- | ------------------ | ------------------ | ------------------ | ------------------ | ----------- | ----------------------------- | ------------------ | ---------------------- |
| Con la denominazione di FIBA Europe Champions Cup |                     |                    |                    |                    |                    |             |                               |                    |                        |
| 2002-03 dettagli                                  | Salonicco           | BSA Aris Salonicco | 84–83              | Prokom Trefl Sopot | Ventspils          | 91–90 (dts) | Hemofarm Vršac                |                    |                        |
| Con la denominazione di FIBA Europe Cup           |                     |                    |                    |                    |                    |             |                               |                    |                        |
| 2003-04 dettagli                                  | Smirne              | Mitteldeutscher BC | 84–68              | SASO JDA Digione   | Tuborg Pilsener    | 94–53       | Dinamo Mosca                  |                    |                        |
| 2004-05 dettagli                                  | Ploiești            | Asesoft Ploiești   | 75–74              | Lokomotiv Rostov   | Dinamo Mosca       | 79–45       | Banvit                        |                    |                        |
| Con la denominazione di FIBA EuroCup Challenge    |                     |                    |                    |                    |                    |             |                               |                    |                        |
| 2005-06 dettagli                                  | Južne Perm'         |                    | Ural Great Perm'   | 80–67 74–80        | Chimik Južnyj      |             | Olympia Larissa               | N.D.               | Lappeenrannan NMKY     |
| 2006-07 dettagli                                  | Strovolos Samara    |                    | CSK VVS Samara     | 83–85 101–81       | Keravnos           |             | Pizzaexpress Apollon Limassol | N.D.               | Dnipro Dnipropetrovs'k |

## Palmarès

### Titoli per squadra
| Squadra                     | Nazione  | Campioni | Secondi |
| Aris Salonicco              | Grecia   | 1        | 0       |
| Mitteldeutscher Weissenfels | Germania | 1        | 0       |
| Asesoft Ploiești            | Romania  | 1        | 0       |
| Ural Great Perm'            | Russia   | 1        | 0       |
| CSK-VVS Samara              | Russia   | 1        | 0       |
| Prokom Trefl Sopot          | Polonia  | 0        | 1       |
| JDA Dijon                   | Francia  | 0        | 1       |
| Lokomotiv Rostov            | Russia   | 0        | 1       |
| Khimik Yuzhny               | Ucraina  | 0        | 1       |
| Keravnos Nicosia            | Cipro    | 0        | 1       |

### Classifica per nazioni
| Titoli | Nazione  | Squadra                                  |
| ------ | -------- | ---------------------------------------- |
| 2      | Russia   | Ural Great Perm' (1), CSK VVS Samara (1) |
| 1      | Grecia   | Aris Salonicco (1)                       |
| 1      | Germania | Mitteldeutscher BC (1)                   |
| 1      | Romania  | Asesoft Ploiești (1)                     |